# Butrinto
Butrinto (in albanese Butrint o al locativo Butrinti) è una città antica e un importante sito archeologico situato in Ciamuria, nella porzione meridionale dell’Albania a pochi chilometri dall'attuale confine con la Grecia. Nell'antichità era conosciuta con il nome di Βουθρωτός (Bouthrotós) in greco antico o Buthrotum in latino e si trovava nella regione chiamata Caonia corrispondente alla parte settentrionale dell'antico Epiro.
Si trova su una collina circondata dalle acque della laguna di Butrinto, congiunta alla terraferma da un piccolo istmo e collegata al mare grazie al Canale di Vivari. Abitata fin dai tempi della preistoria, Butrinto fu un piccolo insediamento greco e divenne poi una importante città romana. Caduta in abbandono e rifiorita sotto i bizantini, alla fine del Medioevo Butrinto divenne un piccolo avamposto dei Veneziani, interessati al ruolo strategico del sito in rapporto alla vicina isola di Corfù, il principale avamposto della Serenissima in quest'area del Mediterraneo. Dopo secoli di contese tra Veneziani e Turchi nel XIX secolo venne conquistata da questi ultimi che la mantennero fino alla nascita dello stato albanese.

## Storia antica

### Mitologia

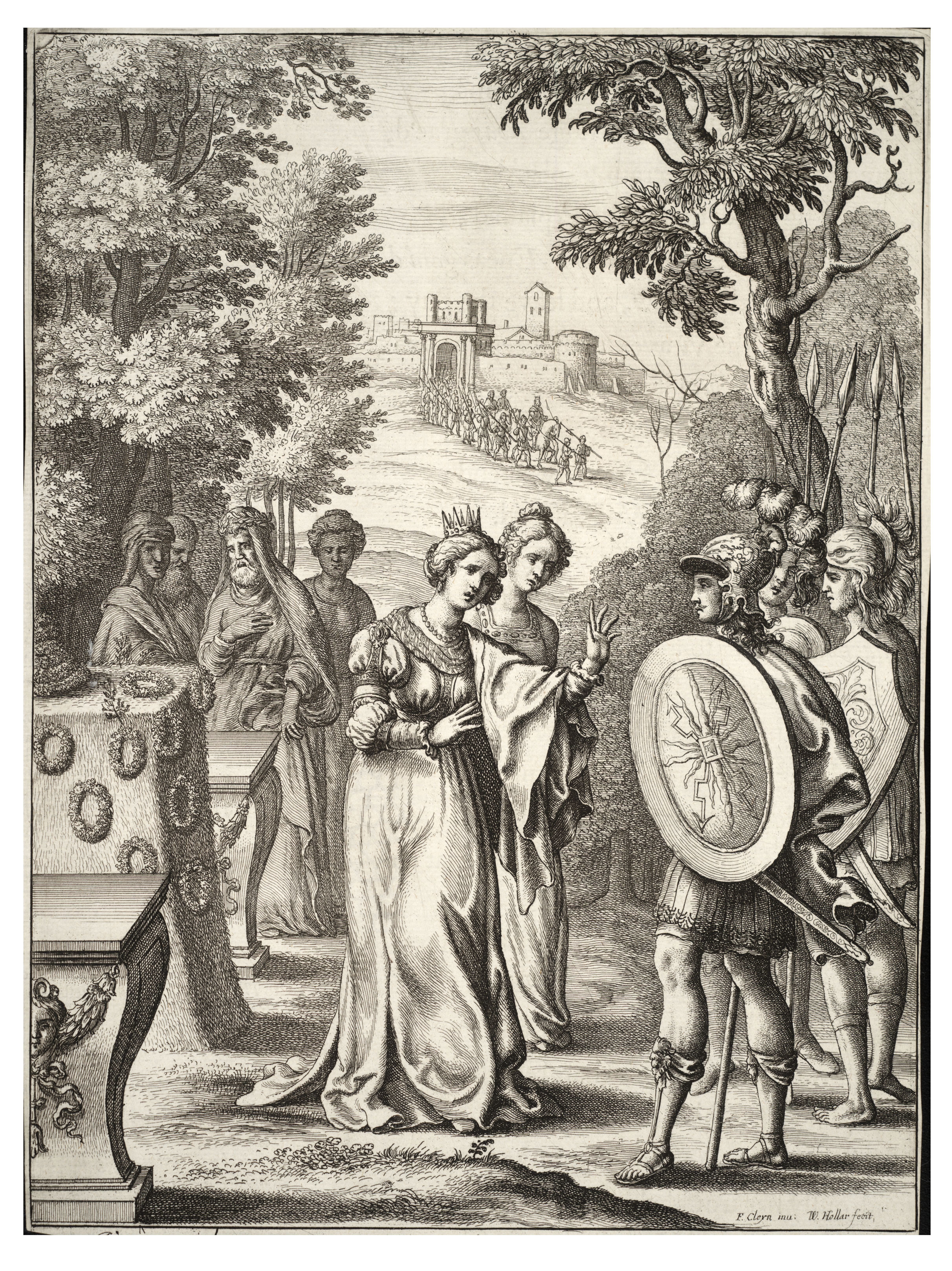
Enea che incontra Andromaca a Butrinto, di Wenceslaus Hollar

Secondo Virgilio venne fondata dall'indovino troiano Eleno, che dopo la caduta di Troia si spostò a occidente. Lo storico Dionigi di Alicarnasso scrive che Enea visitò Butrinto dopo la sua stessa fuga dalla distruzione di Troia e Virgilio ricorda la città in alcuni versi del suo poema dedicato all'eroe troiano:
(Eneide, III, 291-293; traduzione di Luca Canali)
Butrinto fa parte dell’itinerario culturale ‘Rotta di Enea’, certificato dal Consiglio d’Europa.

### Origini e storia
Butrinto in origine era una città della storica regione dell'Epiro, con contatti con la colonia greca di Corfù e le tribù dell'Illiria a nord.
I resti archeologici più antichi datano ad un periodo compreso fra il XIII e XII secolo a.C. . L'insediamento originario probabilmente mercanteggiava con Corfù e aveva una fortezza ed un santuario. Butrinto si trovava in una posizione strategicamente importante a causa dell'accesso allo stretto di Corfù. Dal IV secolo a.C. crebbe in importanza e comprendeva un teatro, un tempio ad Asclepio ed un'agorà.
Nel 228 a.C. Butrinto divenne un protettorato romano insieme a Corfù, e successivamente divenne parte della provincia dell'Epiro. Nel 44 a.C. Cesare designò Butrinto come colonia per ricompensare i soldati che avevano combattuto per lui contro Pompeo, tuttavia il proprietario terriero locale Tito Pomponio Attico si oppose al suo corrispondente Cicerone, che stava agendo nel Senato romano, contro il piano. Come risultato, pochi coloni si spostarono a Butrinto.
Nel 31 a.C. l'imperatore Augusto, fresco vincitore della Battaglia di Azio contro Marco Antonio e Cleopatra, rimise in vigore il piano per fare di Butrinto una colonia di veterani. I nuovi residenti espansero la città e, fra l'altro, costruirono un acquedotto, le terme, un foro e un ninfeo.
Nel III secolo gran parte della città venne distrutta da un terremoto, che rase al suolo parecchi edifici del foro e dei dintorni. Gli scavi archeologici hanno rivelato che la città era già in declino e stava diventando un centro manifatturiero, anche se la città sopravvisse comunque e divenne un porto molto importante.
All'inizio del VI secolo Butrinto divenne un vescovato e vennero costruiti nuovi edifici come il battistero (uno dei più grandi dell'epoca paleocristiana) e la basilica. La Basilica di Butrinto è da riconnettersi alla basilica dei Santi Cosma e Damiano di Giurdignano (vicino ad Otranto) che presenta un simile impianto planimetrico con abside poligonale con estradossi, come nella basilica di Butrinto. L'imperatore Giustiniano rafforzò le mura della città, che però venne saccheggiata nel 550 dagli Ostrogoti guidati dal re Totila. Gli scavi evidenziano che le importazioni di beni dal vicino oriente continuarono fino agli inizi del VII secolo, quando i Bizantini persero il controllo della zona. Butrinto segue così la stessa sorte di gran parte delle città balcaniche dell'epoca, dove la fine del VI e l'inizio del VII secolo sono uno spartiacque fra l'età romana e il medioevo.
Dal VII secolo Butrinto si ridusse ad una piccola città fortificata e, in breve, venne conquistata dal primo impero bulgaro, prima di essere riconquistata dai Bizantini nel IX secolo. Rimase un avamposto dell'impero contro gli assalti dei Normanni fino al 1204 quando, a seguito della IV Crociata, l'Impero Bizantino si frammentò e Butrinto entrò a far parte del Despotato d'Epiro. Nei secoli seguenti quest'area fu luogo di scontro fra Bizantini, Angioini e Veneziani, e la città cambiò di mano parecchie volte. Nel 1267 Carlo I d'Angiò prese controllo di Butrinto e di Corfù e ricostruì sia le mura che la basilica. Nel 1386 Butrinto e Corfù vennero acquistate dagli Angioini da parte della Repubblica di Venezia, ma i mercanti veneziani erano principalmente interessati a Corfù e Butrinto cominciò un nuovo periodo di decadenza. Nel 1490 vennero costruite una torre e una piccola fortezza.

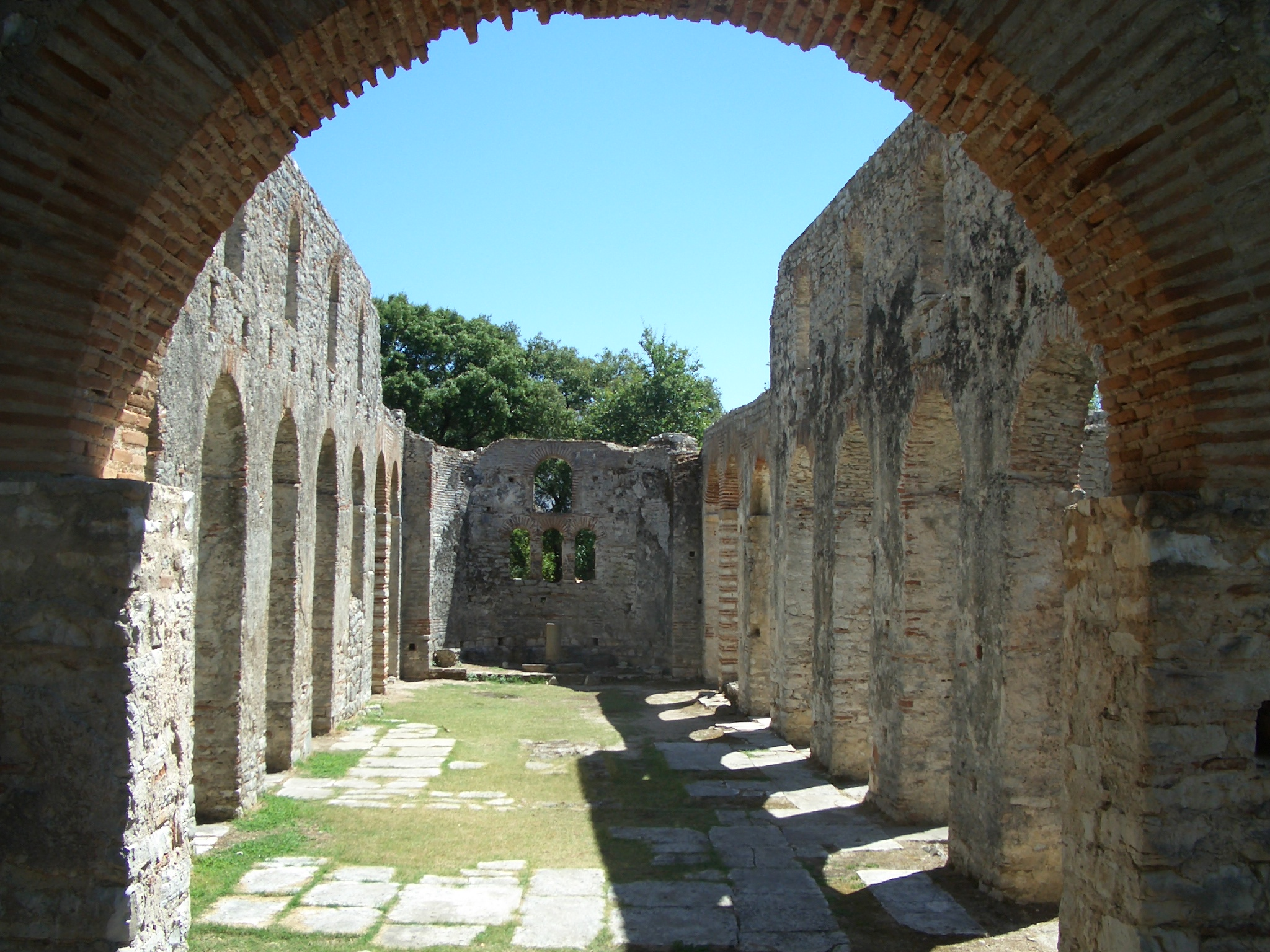
Basilica romana a Butrinto

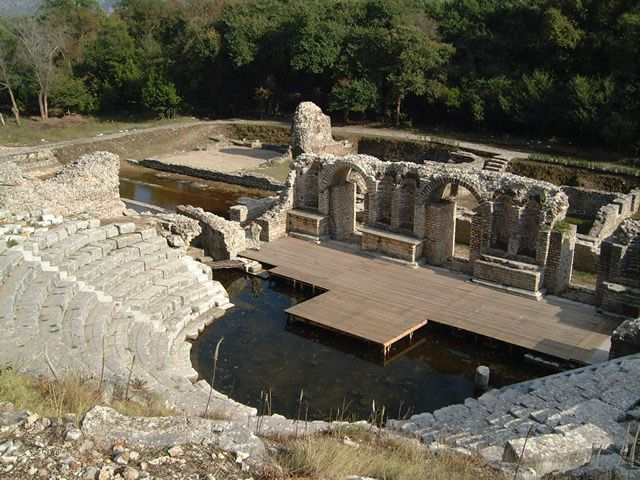
Resti del teatro e di parte dellagorà

Nel 1797 Butrinto venne ceduta a Napoleone in seguito al trattato di Campoformio, e due anni dopo venne conquistata dal governatore ottomano Alì Pascià di Tepeleni, fino a che nel 1912 divenne parte dell'Albania. Ormai comunque il sito della città originale era stato abbandonato.

## Scavi archeologici
I primi moderni scavi archeologici cominciarono nel 1928 quando il governo fascista di Mussolini mandò una spedizione verso Butrinto. Gli scopi oltre che scientifici avevano anche ragioni geopolitiche, puntando ad estendere l'egemonia italiana nella zona. La spedizione era condotta da un archeologo italiano, Luigi Maria Ugolini, che fece un ottimo lavoro. Ugolini morì nel 1936, ma gli scavi continuarono fino al 1943, quando furono fermati dalla seconda guerra mondiale. Vennero riportate alla luce la città romana e la città ellenistica, comprese la porta dei leoni e le porte Scee, chiamate così da Ugolini in ricordo delle famose porte di Troia nominate nell'Iliade di Omero.
Dopo che il governo comunista di Enver Hoxha prese il potere nel 1944, le missioni archeologiche straniere vennero bandite. Il lavoro venne proseguito da archeologi albanesi, fra i quali Hasan Ceka. Nel 1959 le rovine vennero visitate da Nikita Chruščёv, il quale suggerì a Hoxha di convertire l'area in una base sottomarina. Negli anni settanta l'Istituto Albanese di Archeologia intraprese una campagna di scavi su larga scala.
A partire dal 1993 un'équipe di archeologi inglesi, guidati dal Prof. Richard Hodges (University of East Anglia, Penn Museum) ha ripreso le ricerche archeologiche all'interno ella città di Butrinto e nel vicino suburbio di Vrina. Gli scavi hanno riportato alla luce i resti del palazzo Triconch, l'area capitolina e forense, una torre tardoantica riusata nel periodo altomedievale come residenza, numerosi cimiteri urbani tra cui si segnala quello presso il pozzo di Junia Rufina, assieme a numerose altre strutture. Le indagini presso la pianura di Vrina hanno dimostrato l'esistenza di una colonia romana databile ad età augustea, attraversata da un imponente acquedotto che riforniva la città. L'intero progetto archeologico è stato finanziato e sostenuto dalla Butrint Foundation e dal Packard Humanities Institute, in collaborazione con l'Istituto d'Archeologia di Tirana. Allo scavo presso Butrinto hanno preso parte specialisti da ogni parte del mondo e studenti albanesi in archeologia, ai quali è stato dedicato il Training Programme.

## Il sito oggi
Dopo la caduta del regime comunista nel 1992 il nuovo governo democratico progettò di sviluppare turisticamente il sito di Butrinto, e lo stesso anno esso divenne parte dell'elenco dei Patrimoni dell'umanità dell'UNESCO. Nel 1997, a causa di una grande crisi politica e finanziaria, l'UNESCO inserì Butrinto nella lista dei siti in pericolo, a causa di furti di reperti, mancanza di protezione e problemi manageriali ed economici.
Nel 2000 il governo albanese istituì il Parco nazionale di Butrinto, e grazie all'aiuto del governo albanese e di enti internazionali il sito venne cancellato dalla lista dei Patrimoni dell'umanità in pericolo nel 2005, anno in cui anche il Parco Nazionale entrò a far parte dell'elenco dei Patrimoni dell'umanità.

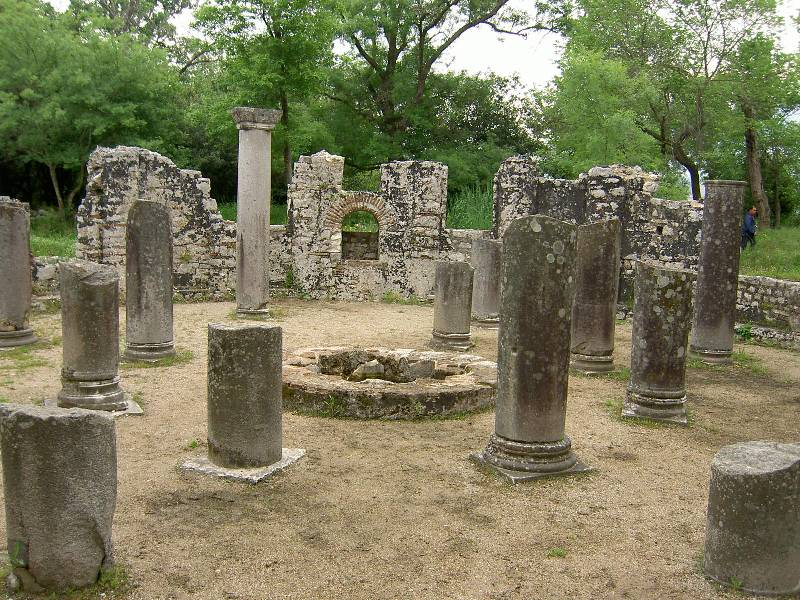
Battistero paleocristiano di Butrinto

Butrinto può essere un modello di come le comunità locali in paesi in via di sviluppo possono essere responsabilizzate attraverso l'utilizzo sostenibile del patrimonio culturale. Nel 2005 il Parco Nazionale in collaborazione con la Butrint Foundation e la Leventis Foundation riaprirono il museo che era stato distrutto nel 1997.
Butrinto può essere raggiunta dalla città di Saranda tramite una strada costruita nel 1959 in occasione della visita di Chruščёv. È un'attrazione turistica sempre più importante per coloro che passano le vacanze nella vicina isola greca di Corfù (da cui si può raggiungere Saranda in mezz'ora di aliscafo o 90 minuti di traghetto).

## Sport
La squadra di calcio locale è il KS Butrinti.

## Documentari
- Butrinti è un documentario dell'albanese Vladimir Prifti (2001), premiato al 9 Festival Internazionale del film d'archeologia di Bordeaux nel 2004.